# Exogone meridionalis
Exogone meridionalis är en ringmaskart som beskrevs av Cognetti 1955. Exogone meridionalis ingår i släktet Exogone och familjen Syllidae.
Artens utbredningsområde är Mexikanska golfen. Inga underarter finns listade i Catalogue of Life.